# Arthur Henkel

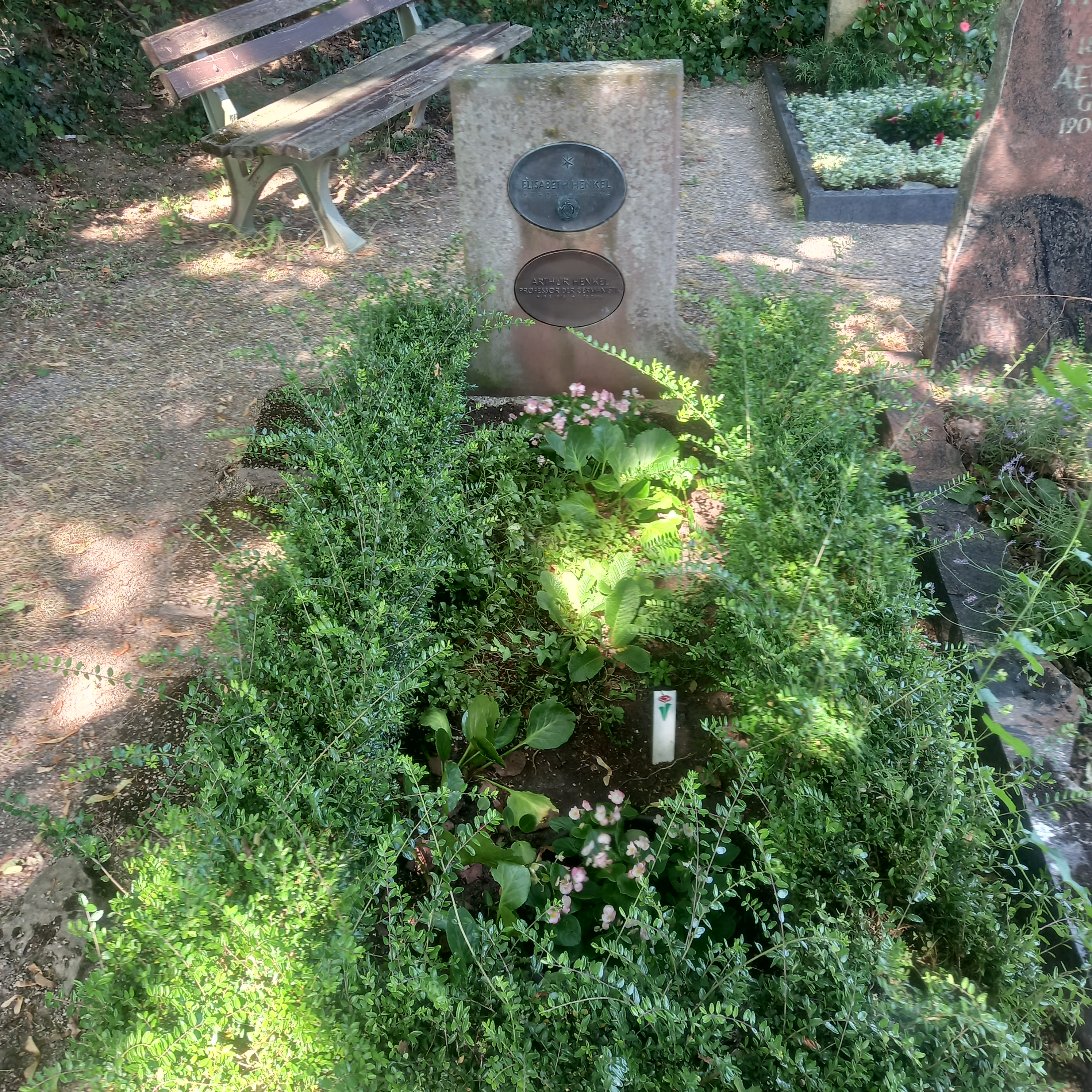
Das Grab von Arthur Henkel und seiner Ehefrau Elisabeth geborene Brauer auf dem Friedhof Handschuhsheim in Heidelberg

Arthur Henkel (* 13. März 1915 in Marburg; † 4. Oktober 2005 in Heidelberg) war ein deutscher Germanist, Literaturhistoriker und renommierter Goethe- und Hamannforscher.

## Leben
Nach dem Abitur am Gymnasium Philippinum in Marburg (1934) studierte Henkel ab 1934/35 Kunstgeschichte, Philosophie, Deutsche Philologie, Skandinavistik und Musikwissenschaft in Leipzig, Marburg, Köln und Graz. Er hatte bedeutende Marburger Lehrer: die Philosophen Julius Ebbinghaus, Gerhard Krüger, Hans-Georg Gadamer und den Neutestamentler Rudolf Bultmann. Besonders beeindruckte ihn der Germanist Max Kommerell (Köln).
Henkel beantragte am 11. Oktober 1938 die Aufnahme in die NSDAP und wurde zum 1. Januar 1940 aufgenommen (Mitgliedsnummer 7.905.555). Er wurde 1941 in Graz mit einer Dissertation über die spekulative Musikanschauung des Friedrich von Hardenberg (Novalis) promoviert. Einen ersten, von Max Kommerell in Köln befürworteten Habilitationsantrag 1941 vereitelte der NS-Dozentenbund. Während der Zeit als Hilfskraft und Assistent am Grazer musikwissenschaftlichen Institut bemühte er sich um eine Lektoratsstelle an einer ausländischen Universität. Schweden war angestrebt, aber nach Kriegsausbruch unzugänglich. Ein Lektorat in Paris (1943/44) wurde genehmigt. Mit der Monographie „Entsagung. Eine Studie zu Goethes Altersroman“ (Wilhelm Meisters Wanderjahre) wurde er 1952 in Marburg habilitiert. 1956 berief ihn die Universität Göttingen zum außerplanmäßigen Professor für Deutsche Philologie. Rufe nach Berlin und Münster lehnte er ab, stattdessen nahm er 1957 einen Ruf auf einen Lehrstuhl (Neuere deutsche Literaturgeschichte) an der Universität Heidelberg an, wo er bis zur Emeritierung 1980 blieb. Rufen nach Hamburg, Bonn und Frankfurt (auf einen neu zu schaffenden Goethe-Lehrstuhl mit gleichzeitiger Leitung des Freien Deutschen Hochstifts/Goethemuseum) folgte er nicht. Seit 1942 war er mit Elisabeth (1915–1983), geb. Brauer, verheiratet und hatte vier Kinder.
1965 wurde Henkel ordentliches Mitglied der philosophisch-historischen Klasse der Heidelberger Akademie der Wissenschaften und von 1968 bis 1974 deren stellvertretender Sekretär. Er wirkte als Mitglied des Universitätsrats in Heidelberg, der Goethe-Gesellschaft in Weimar und der Deutschen Schillergesellschaft in Marbach/Neckar, gehörte zeitweilig den Germanistischen Kommissionen der Deutschen Forschungsgemeinschaft und der Studienstiftung des deutschen Volkes an. 1983 übernahm er interimistisch die Leitung des Freien Deutschen Hochstifts.
Für die Zeit des Dritten Reiches bescheinigte die Spruchkammer Marburg/Lahn 1947 Henkel Systemgegnerschaft.

## Forschung
Henkel verfasste Studien zum Barock, zu Goethes Dichtungen, zu Gotthold Ephraim Lessing, Heinrich von Kleist, Gottfried Keller, Franz Kafka und anderen. Hauptgeschäft war jedoch, Grundlegendes wissenschaftlich zu edieren: Johann Heinrich Merck, Julius Wilhelm Zincgref, Max Kommerell und Johann Georg Hamann. Die Ausgabe von Hamanns Briefen, die Walther Ziesemer begonnen hatte, setzte Henkel nach dessen Tod fort. Bei der Arbeit an dieser Edition entstand der Plan einer Kommentierung und eines Gesamtregisters zur besseren Lesbarkeit der sieben Briefbände, ein Vorhaben, das sich in mehreren Arbeitsphasen bis zu Henkels Tod 2005 erstreckte und von ihm nicht abgeschlossen werden konnte. Eine Revision von Henkels Kommentar ist im Internet verfügbar.
Zusammen mit Albrecht Schöne (Göttingen) gab Henkel die Emblemata, den Kanon barocker Sinnbild-Kunst heraus.

## Auszeichnungen
- Johann-Heinrich-Merck-Medaille („Persönlichkeiten, die in Wort und Schrift dazu beitragen Goethes universale Gedankenwelt lebendig zu halten“) 1976.[2]
- Goldene Goethe-Medaille Weimar 1993.[2]

## Veröffentlichungen

### Editionen
- Johann Georg Hamann: Briefwechsel, 7 Bände (1–3 mit W. Ziesemer). Insel, Frankfurt/Main 1955–1979.
- Johann Georg Hamann: Briefe. Ausgewählt, eingeleitet und mit Anmerkungen versehen. Insel, Frankfurt/Main 1988.
- Max Kommerell: Dame Dichterin und andere Essays. Herausgegeben mit Nachwort. dtv, München 1967.
- Emblemata: Handbuch der Sinnbildkunst des 16. und 17. Jahrhunderts (mit Albrecht Schöne). Metzler, Stuttgart 1967, zweite ergänzte Ausgabe 1976.
- Johann Heinrich Merck: Werke. Frankfurt/Main 1968.
- Julius Wilhelm Zincgref: Hundert ethisch-politische Embleme, 2 Bände (mit Wolfgang Wiemann). Carl Winter: Heidelberg 1986.

### Zeitschriften und Reihen
- Mit Rainer Gruenter: Euphorion. Zeitschrift für Literaturgeschichte (von 1962 bis 1984).
- Mitherausgeber: Heidelberger Forschungen (ab 1956).
- Herausgeber: Deutsche Neudrucke, Reihe: Goethezeit (ab 1966).

### Literarhistorische Publikationen
- Entsagung. Eine Studie zu Goethes Altersroman. Niemeyer, Tübingen 1954, zweite unveränderte Auflage 1964.
- Goethe-Erfahrungen. Studien und Vorträge. Kleine Schriften I. Metzler, Stuttgart 1982.
- Der Zeiten Bildersaal. Studien und Vorträge. Kleine Schriften II. Metzler, Stuttgart 1983.
- Beim Wiederlesen der Wahlverwandtschaften. In: Jahrbuch des Freien Deutschen Hochstifts, 1985, S. 1–20.
- Mephistopheles oder der vertane Aufwand. In: Th. Cramer, W. Dahlheim (Hrsg.): Gegenspieler. München 1993, S. 130–147.
- Hamann und Shakespeare. In: Acta des siebten Internationalen Hamann-Kolloquiums zu Marburg/Lahn 1996: Johann Georg Hamann in England […]. Lang, Frankfurt/Main u. a. 1999, S. 107–130.